# Rollen (scheepsbeweging)

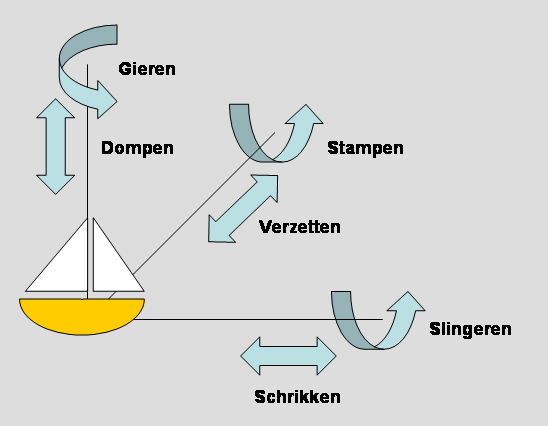
De zes scheepsbewegingen

Rollen is een combinatie van stampen en slingeren, twee van de zes scheepsbewegingen. Rollen wordt veroorzaakt door golfslag op zee. Vooral door de combinatie van beide scheepsbewegingen veroorzaakt het vaak zeeziekte.